# Острво с благом (филм из 1934)
Острво с благом (енгл. Treasure Island) је амерички авантуристички филм из 1934. године, режисера Виктора Флеминга, заснован на истоименом роману Роберта Луиса Стивенсона. Главне улоге у филму тумаче Волас Бири, Џеки Купер, Лајонел Баримор, Луис Стоун и Најџел Брус, а радња прати дечака Џима Хокинса, који открива мапу с благом и креће бродом ка удаљеном острву како би га пронашао, несвестан да су се пирати, предвођени Дугим Џоном Силвером, инфилтровали међу посаду.

## Радња
Млади Џим Хокинс и његова мајка воде гостионицу „Адмирал Бенбоу” у близини Бристола. Једне мрачне и олујне ноћи, током прославе рођендана, у гостионицу стиже мистериозни капетан Били Боунс и у пијаном стању прича о благу. Убрзо након тога, Боунса посећује човек познат као Црни Пас, а затим и Пју, након чега он изненада умире, остављајући за собом шкрињу за коју се хвалио да садржи злато и драгуље. Уместо новца, Џим проналази мапу за коју његов пријатељ, доктор Ливзи, схвата да води до чувеног блага капетана Флинта.
Властелин Трелони обезбеђује новац за путовање до острва с благом и они крећу на пут бродом Хиспаниола, којим командује капетан Александар Смолет. На броду је и једноноги Дуги Џон Силвер, кувар који је окупио највећи део посаде. Иако је Боунс упозорио Џима да се чува морнара с једном ногом, Џим и Силвер постају пријатељи.
Током путовања, неколико морнара који се противе Силверу и његовим људима гину у „несрећама”. Ноћ уочи искрцавања на острво, Џим случајно чује како Силвер планира да преузме благо и побије Смолетове људе. Џим одлази на копно с посадом и наилази на човека по имену Бен Ган, који му открива да је три године раније остављен на острву и да је пронашао Флинтово благо.
У међувремену, Смолет и његови одани људи беже у Флинтову утврду на острву како би се заштитили од пирата. Силвер и његови људи нападају утврду када Смолет одбије да им преда мапу до блага. Иако ситуација изгледа безнадежно, Џим се у тајности враћа на Хиспаниолу током ноћи, одвози је на сигурну локацију и у самоодбрани убија једног пирата. Када се врати у утврду, Силверови људи су већ тамо и Силвер га обавештава да је склопио споразум са Смолетом. Пирати желе да убију Џима, али га Силвер штити.
Доктор Ливзи долази по Џима, али он одбија да прекрши реч коју је дао Силверу да неће побећи. Наредног дана пирати траже благо и када га најзад пронађу откривају да је нестало. Када неки од пирата дигну побуну против Силвера, Ливзи и Ган му прискачу у помоћ. Смолет потом са остатком њему оданих људи креће назад у Енглеску са благом, које је Ган сакрио у својој пећини, и са Силвером као заробљеником.
Силвер прича Џиму страшну причу о спорој смрти на вешалима која ће га задесити пошто има само једну ногу, а Џим не може да дозволи да му пријатељ буде обешен, те га пушта на слободу. Док одлази, Силвер му обећава да ће једног дана поново заједно трагати за благом.

## Улоге
| Глумац          | Улога             |
| --------------- | ----------------- |
| Волас Бири      | Дуги Џон Силвер   |
| Џеки Купер      | Џим Хокинс        |
| Лајонел Баримор | Били Боунс        |
| Ото Кругер      | доктор Ливзи      |
| Луис Стоун      | капетан Смолет    |
| Најџел Брус     | властелин Трелони |
| Чарлс Сејл      | Бен Ган           |
| Вилијам В. Монг | Пју               |
| Чарлс Макнотон  | Црни Пас          |
| Дороти Питерсон | госпођа Хокинс    |
| Даглас Дамбрил  | Израел Хендс      |
| Едмунд Брис     | Џоб Андерсон      |
| Олин Хауланд    | Дик               |
| Чарлс Ирвин     | Ејбрахам Греј     |
| Едвард Поли     | Вилијам О’Брајен  |
| Џејмс Берк      | Џорџ Мери         |